# Vlag van Montfort (Nederland)

Vlag van de gemeente Montfort
(1990-1991)

De vlag van Montfort is 2 oktober 1990 bij raadsbesluit vastgesteld als de gemeentelijke vlag van de voormalige Limburgse gemeente Montfort. In 1991 werd de gemeente samen met Posterholt en Sint Odiliënberg tot een nieuwe gemeente samengevoegd, waardoor de vlag als gemeentevlag kwam te vervallen. De nieuwe gemeente werd aanvankelijk Posterholt genoemd, maar vanaf 1994 werd de naam gewijzigd in Ambt Montfort. Deze gemeente heeft bestaan tot 1 januari 2007, daarna ging ze op in Roerdalen.
De kan als volgt worden beschreven:
Geel, met een blauwe broekdriehoek tot aan het midden van de vlag, waarop in geel een burcht is geplaatst met twee torens, waartussen een gekanteelde muur met een opening met een blauw valhek.
De kleuren en het ontwerp zijn ontleend aan het gemeentewapen van Montfort. De burcht is uit het wapen overgenomen, terwijl de berg waarop de burcht op het wapen staat, wordt gerepresenteerd door de broekdriehoek. Het ontwerp was van de Stichting voor Banistiek en Heraldiek en was al twee jaar eerder aan de gemeente aangeboden, die op dat moment geen interesse had. Op de laatste dag van het bestaan van de gemeente werd de gemeentevlag voor de eerste maal gehesen.

## Verwante afbeelding

Wapen van Montfort (1955)

Ambt Montfort 
· Amby 
· Arcen en Velden 
· Baexem 
· Beegden 
· Belfeld 
· Bemelen 
· Berg en Terblijt 
· Bocholtz 
· Born 
· Broekhuizen 
· Cadier en Keer 
· Echt 
· Eijsden 
· Elsloo 
· Eygelshoven 
· Geleen 
· Grathem 
· Grubbenvorst 
· Haelen 
· Heel 
· Heel en Panheel 
· Heer 
· Helden 
· Herten
· Heythuysen 
· Hoensbroek 
· Horn 
· Horst 
· Hulsberg 
· Hunsel 
· Kessel 
· Klimmen 
· Limbricht 
· Linne 
· Maasbracht 
· Maasbree 
· Margraten 
· Meerlo-Wanssum 
· Meijel 
· Melick en Herkenbosch 
· Montfort 
· Munstergeleen 
· Neer 
· Nieuwenhagen 
· Nieuwstadt 
· Nuth 
· Ohé en Laak 
· Onderbanken 
· Ottersum 
· Posterholt 
· Roggel 
· Roggel en Neer 
· Schaesberg 
· Schinnen 
· Sevenum 
· Sint Odiliënberg 
· Sittard 
· Stevensweert 
· Stramproy 
· Susteren 
· Swalmen 
· Tegelen 
· Thorn 
· Ubach over Worms 
· Ulestraten 
· Urmond 
· Valkenburg-Houthem 
· Vlodrop 
· Wessem 
· Wittem